# Herbert Joos
Herbert Joos (ur. 21 marca 1940 w Karlsruhe, zm. 7 grudnia 2019 w Baden-Baden) – niemiecki trębacz jazzowy, flecista i grafik.

## Życie i praca
Joos uczył się gry na trąbce najpierw przez samokształcenie, a następnie przez prywatnego nauczyciela. Zaczynał od kontrabasu, ale potem zmienił się na skrzydłówkę, róg barytonowy, melofon i róg alpejski. Od połowy lat 60. był członkiem kwintetu Modern Jazz Karlsruhe, z którego powstała grupa Fourmenonly (z Wilfriedem Eichhornem i Rudolfem Theilmannem). Następnie był członkiem różnych nowoczesnych i wolnych formacji jazzowych (m.in. Bernd Konrad, Hans Koller, Adelhard Roidinger i Jürgen Wuchner). Grał na festiwalach oraz w Free Jazz Meeting Baden-Baden na warsztatach z Kennym Wheelerem, Ianem Carrem, Harrym Beckettem i Ack van Rooyen, a swoją solową płytę wydał w 1973 roku. Prowadził także własne trio, kwartet i orkiestrę wiatraków. Osiągnął największe uznanie w latach 80. jako członek Vienna Art Orchestra. Od lat 90. uczestniczył w SüdPool-Projekt. Wystąpił także w duecie z Frankiem Kurucem, a także w grupach Patricka Bebelaara, Michela Godarda, Wolfganga Puschniga, Clemens Salesny i Petera Schindlera.